# Єфременко Анна Олексіївна
Анна Олексіївна Єфременко (16 жовтня 1996, Київ, Україна) — українська волейболістка, діагональний. Бронзова призерка всесвітньої студентської Універсіади 2017 року.

## Із біографії
Донька чемпіонки Європи 1996 року з баскетболу Вікторії Навроцької. Вихованка київської ДЮСШ. У 16 років мала намір їхати на навчання за кордон і паралельно грати у волейбол. У цей час прийшло запрошення від тренера Андрія Романовича до тернопільської «Галичанки». 
У складі студентської збірної здобула бронзову медаль на всесвітній Універсіаді 2017 року. На турнірі, що проходив на Тайвані, представляла Тернопільський національний економічний університет.

## Клуби
| Роки      | Команди                    |
| --------- | -------------------------- |
| 2014—2018 | «Галичанка» (Тернопіль)    |
| 2018—2019 | «Йоен Юю»                  |
| 2019—2020 | «Прометей» (Кам'янське)    |
| 2020—2021 | «Регіна» (Рівне)           |
| 2021—2023 | «Ліїга Плокі» (Пигтіпудас) |